# Thomas Maurice Rice

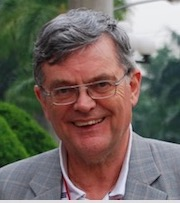
Thomas Maurice Rice

Thomas Maurice Rice, auch T. Maurice Rice (* 26. Januar 1939 in Dundalk; † 18. Juli 2024 in Küsnacht), war ein irisch-US-amerikanischer theoretischer Festkörperphysiker.

## Leben

### Studium und Lehre
Rice studierte Physik am University College Dublin mit dem Bachelor-Abschluss 1959 und dem Master-Abschluss 1960 und wurde 1964 bei Volker Heine an der Universität Cambridge promoviert. Schon vorher war er 1963/64 Assistant Lecturer an der University of Birmingham.  Als Post-Doktorand war er bei Walter Kohn an der University of California, San Diego. Von 1966 bis 1981 war er bei den Bell Laboratories in Murray Hill, wo er von 1975 bis 1978 die Abteilung theoretische Physik und von 1978 bis 1981 die Abteilung Oberflächenphysik leitete. Danach war er Professor an der ETH Zürich, ab 2004 als Emeritus Professor.
1970/71 war er Gastprofessor an der ETH Zürich, 1974/75 an der Simon Fraser University und 1980 Gastwissenschaftler am Max-Planck-Institut für Festkörperforschung.

### Forschungen
Rice befasste sich anfangs mit Metall-Isolator-Übergängen, optisch angeregten Halbleitern (Elektron-Loch-Flüssigkeiten) und Ladungs- und Spindichtewellen. Später befasste er sich mit Hochtemperatursupraleitern auf Kupferoxid-Basis, insbesondere der Pseudogap-Phase.

### Mitgliedschaften und Ehrungen
Rice war Ehren-Mitglied der Royal Irish Academy, Fellow der Royal Society (2002), Mitglied der National Academy of Sciences (1993) und Ehrendoktor der National University of Ireland (1989). 1998 erhielt er den CMD Europhysics Prize für Arbeiten zu stark korrelierten Elektronensystemen und 2000 den John Bardeen Prize für die physikalischen Einsichten, die er zum Verständnis des supraleitenden Zustands in stark korrelierter Materie beisteuerte und speziell für seine Vorhersage unkonventioneller Paarung in Sr2RuO4 (Laudatio).

### Familie
Er war der Bruder des Ingenieurs Peter Rice.
Rice starb im Juli 2024 in Küsnacht im Alter von 85 Jahren an den Folgen einer Parkinson-Erkrankung.

## Schüler und Doktoranden
- Gianni Blatter

## Schriften (Auswahl)
- mit William F. Brinkman: Application of Gutzwiller's Variational Method to the Metal-Insulator Transition, Physical Review B, Band 2, 1970, S. 4302–4304.
- mit W. F. Brinkman: Electron-Hole Liquids in Semiconductors,  Physical Review B, Band 7, 1973, S. 1508–1523.
- mit F. C. Zhang: Effective Hamiltonian for the superconducting Cu oxides,  Physical Review B, Band 37, 1988, S. 3759–3761.
- mit M. Sigrist: Sr2RuO4, an electronic analogue of He3 ?, J. Phys. Cond. Matter, Band 7, 1995, L 643
- mit C. Honerkamp, M. Salmhofer, N. Furukawa: Breakdown of the Landau-Fermi liquid in two dimensions due to umklapp scattering, Physical Review B, Band 63, 2001, S. 035109, Arxiv
- mit Kai-Yu Yang, F. C. Zhang: A phenomenological theory of the anomalous pseudogap phase in underdoped cuprates, Reports on Progress in Physics, Band 75, 2012, S. 016502. Arxiv
- mit Q.-H. Wang, C. Platt, Y. Yang, C. Honerkamp, F. C. Zhang, W. Hanke, R. Thomale: Theory of superconductivity in a three-orbital model of Sr2RuO4, Europhysics Letters (EPL), Band 104, 2013, S. 17013, Arxiv
- mit Neil J. Robinson, Peter D. Johnson, Alexei M. Tsvelik: Anomalies in the pseudogap phase of the cuprates: Competing ground states and the role of umklapp scattering, Rep. Progr. Phys., Band 82, 2019, S. 126501, Arxiv